# Esa Onttonen
Esa Onttonen (* 20. Juni 1975 in Jyväskylä) ist ein finnischer Jazz- und Fusionmusiker (Gitarre, Komposition, Arrangement).

## Leben und Wirken
Ottonen begann im Alter von neun Jahren mit dem Gitarrenspiel; in den Gitarrenkursen der Musikschule seiner Geburtsstadt wurde er mit Jazzmusik vertraut. Als er 1994 das Gymnasium abschloss, wurde er sofort in der Jazzabteilung der Sibelius-Akademie aufgenommen, wo er 1994 sein Studium bei Jarno Kukkonen und Raoul Björkenheim begann, bevor er sein Hauptfach zu Jazzkomposition wechselte. Eine der frühesten Bands, die Onttonens Kompositionen aufführten, war das Big Brother Quintet des Organisten Mikko Helevä. Im Studium hat er zudem  mit der Mirja Mäkelä Band, der Jenny Robson Band und der Band NonAlike des Geigers Ari Poutiainen gespielt und aufgenommen. Bereits 1997 gründete er mit Mikko Innanen, Mika Kallio, Niko Kumpuvaara, Ilmari Pohjola und Petri Keskitalo das Sextett Gourmet. An der Sibelius-Akademie absolvierte er 2001 seinen Master.
Seitdem arbeitete der in Helsinki lebende Ottonen hauptsächlich im Bereich des Jazz und der improvisierten Musik. Mit Gourmet veröffentlichte er bisher sechs Alben, 2020 New Habitat. Er ist weiterhin Co-Leader des Trios Gnomus (mit Kari Ikonen und Mika Kallio), das drei Alben vorlegte. Das Gnomus-Album Diagnosis (2007) und Cosmopolitan Sideshow von Gourmet (2011) waren für die Emma in der Kategorie Jazzalbum des Jahres nominiert. Jenseits mehrerer Tourneen durch Finnland sind die beiden Bands in Belgien, Estland, Frankreich, Deutschland, Marokko, den Niederlanden und Russland aufgetreten. Mit Innanen, Kallio und dem Pianisten Kari Ikonen gründete er das Plattenlabel Fiasko Records. Er ist auch auf Alben mit Halme Prospekt, MiriaM. & Band und NoneAlike zu hören.
Onttonen verfertigte Auftragskompositionen und Arrangements für Jukka Gustavson, Mikko Innanen, Anna-Mari Kähärä, Mirja Mäkelä, Jukka Perko, Jenny Robson, Tomasz Stańko sowie für das Finnische Radio-Sinfonieorchester, das UMO Jazz Orchestra, die Virtuosi di Kuhmo, die St. Michel Strings, Uusinta Chamber Ensemble, Kaartin Seitsikko, Jyväskylä Big Band, Ebeli Big Band und Avanti! (mit Badu Ndjai).